# Inousses
Die Inousses (griechisch Οινούσσες (f. pl.)) sind eine Inselgruppe der Ostägäischen Inseln in der Ägäis. Die Inselgruppe bildet gleichzeitig die Gemeinde Inousses (Dimos Inousson Δήμος Οινουσσών) und gemeinsam mit der Gemeinde Chios (Δήμος Χίου) den Regionalbezirk Chios (Περιφερειακή Ενότητα Χίου) in der Region Nördliche Ägäis. Die größte Insel und der einzige Ort der Gemeinde an deren Südküste tragen denselben Namen. Die Inousses liegen in dem nur etwa 17 Kilometer breiten Sund zwischen der griechischen Insel Chios und dem türkischen Festland.
Die Nordwestküste der Insel Chios befindet sich zwei Kilometer westlich, die Küste der Türkei neun Kilometer östlich. Nur die Hauptinsel Inousses (auch Inoussa oder Egnousa) ist bewohnt, die deutlich kleineren und unbewohnten übrigen Inseln des Archipels befinden sich südöstlich der Hauptinsel. Die Hauptinsel ist etwa 7,5 Kilometer lang, bis zu 2,8 Kilometer breit und hat eine Fläche von 14,382 km². Die ganze Inselgruppe ist 17,427 km² groß.
Die grüne und recht dicht bewaldete Insel ist hügelig und erreicht eine Höhe von 182 Meter. Im Sommer 2012 verbrannte eine größere Fläche im Westen der Hauptinsel bis zum Kloster Evangelismou.

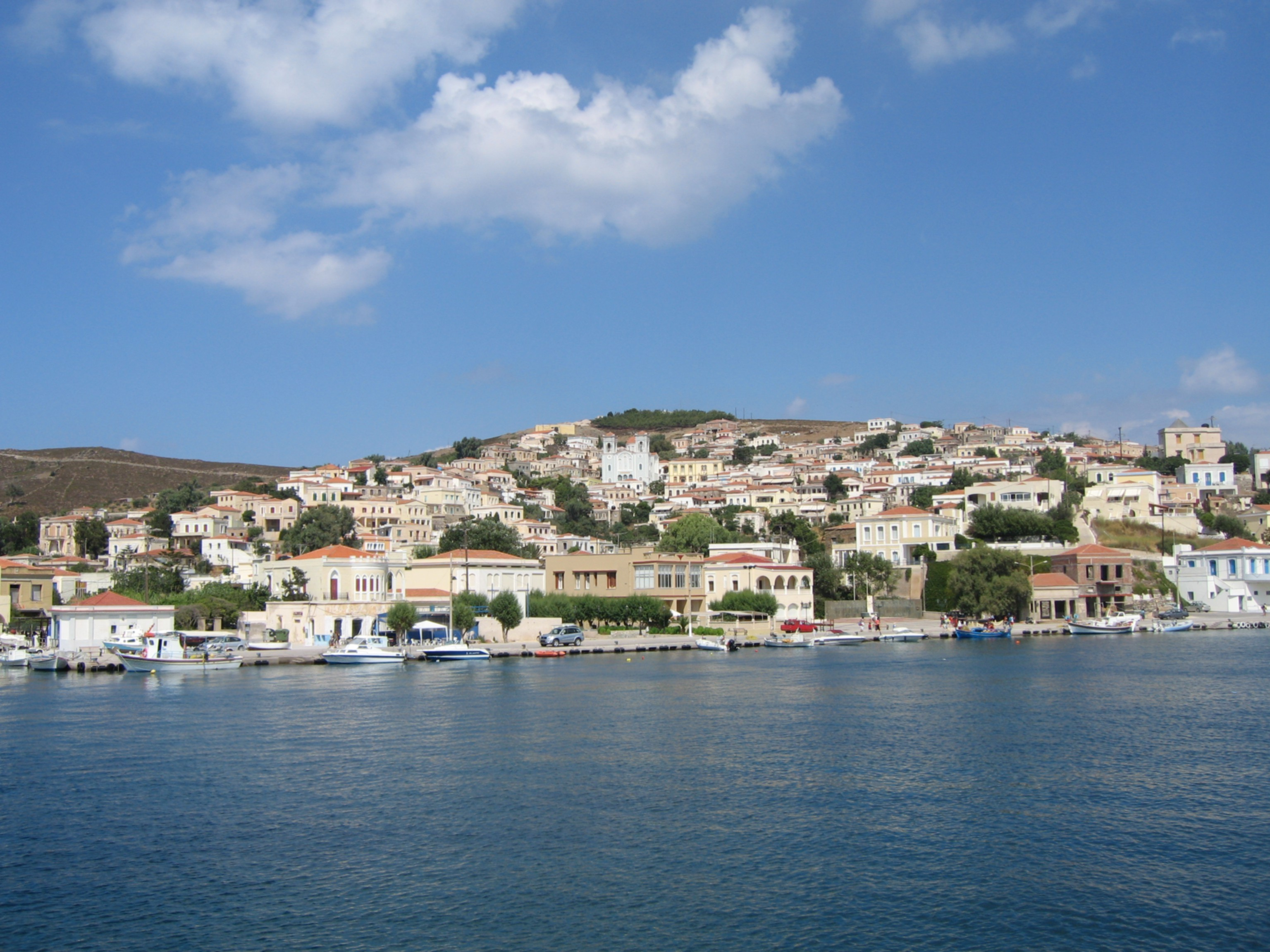
Das Dorf Inousses

Etwa 750 bis 800 Einwohner leben ständig auf Inousses, in den Sommermonaten steigt die Einwohnerzahl deutlich an.
Die Insel ist der Wohnsitz einiger bedeutender griechischer Reederfamilien. Sie gilt als eine der reichsten Gemeinden Griechenlands.
Die Fischerei wie auch die Landwirtschaft (unter anderem Weinanbau) haben immer mehr an Bedeutung verloren.
Der Tourismus beschränkt sich überwiegend auf Tagesausflügler von der Nachbarinsel Chios. Pauschaltourismus ist auf Inousses noch unbekannt; es gibt jedoch einige Unterkunftsmöglichkeiten in Privatquartieren und Pensionen.
Die Insel besitzt einige schöne und nicht überlaufene Strände. Im Hauptort erinnert ein nautisches Museum an die Blütezeit der Schifffahrt. Inousses war in der Antike nicht von besonderer Bedeutung, so dass Ausgrabungsstätten und Fundorte aus dieser Zeit nicht vorhanden sind.
Der nächste Flughafen mit Verbindungen nach Athen befindet sich auf Chios.
Zwischen Inousses und dem 17 Kilometer südwestlich gelegenen Hafen der Stadt Chios verkehrt regelmäßig eine Fähre.

## Liste der Inseln
- Inousses (Οινούσσες)

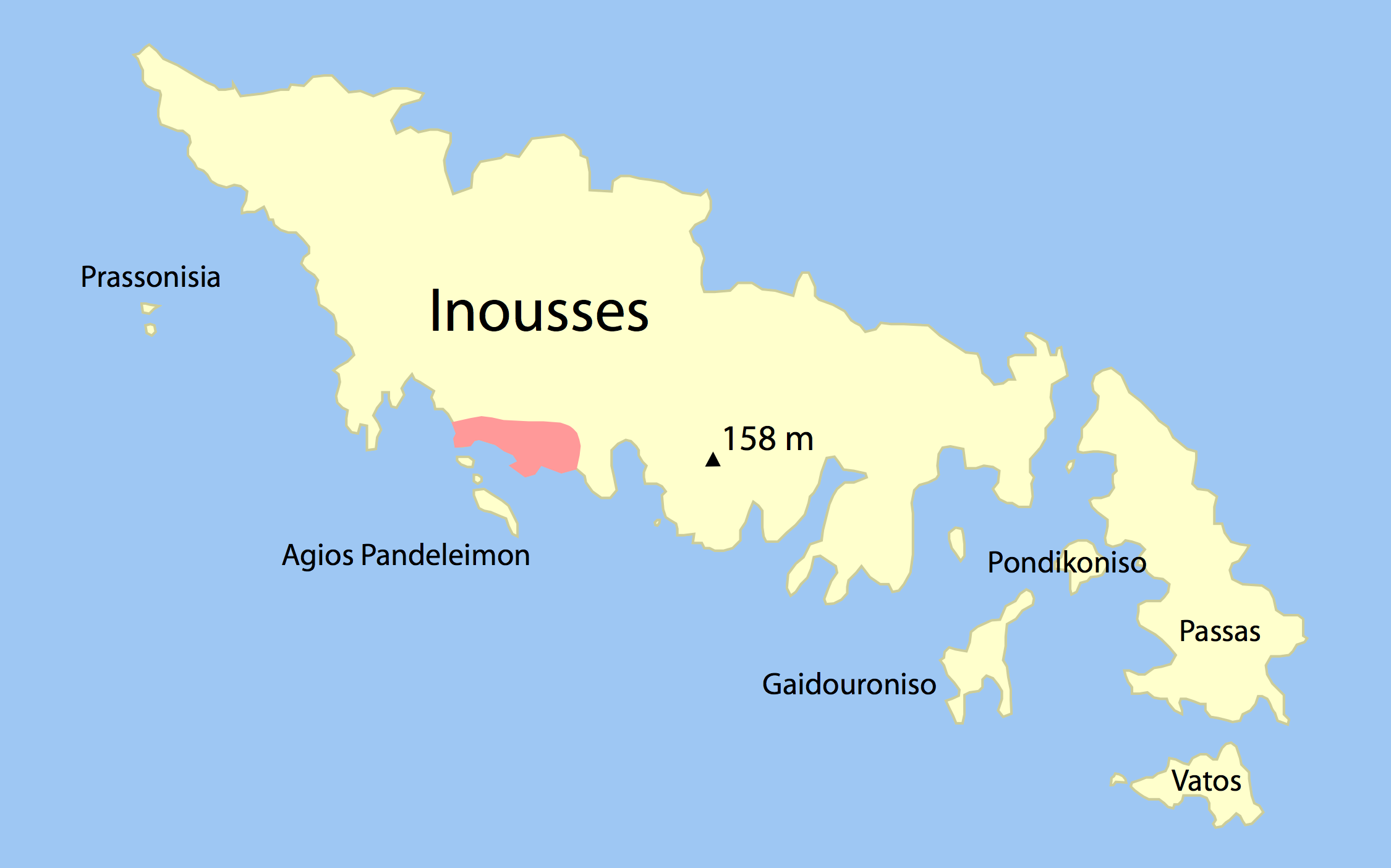
Lage der größeren Inseln

- Agios Pandeleimon (Άγιος Παντελεήμων)
- Archondoniso (Αρχοντόνησο)
- Gadros (Γάδρος)
- Gaidouronisos (Γαϊδουρόνησος)
- Malliaropetra (Μαλλιαρόπετρα)
- Monaftis (Μονάφτης)
- Nisi Panagias (Νησί Παναγιάς)
- Nisi Pittas (Νησί Πίττας)
- Papapondikadiko (Παπαποντικάδικο)
- Pasas (Πασάς)
- Pateroniso (Πατερόνησο)
- Pondikonisi (Ποντικονήσι)
- Prassonisi-Inseln (Πρασονήσια)
- Santa Panagia (Σάντα Παναγιά)
- Vatos (Βάτος)